# Колено Вениаминово

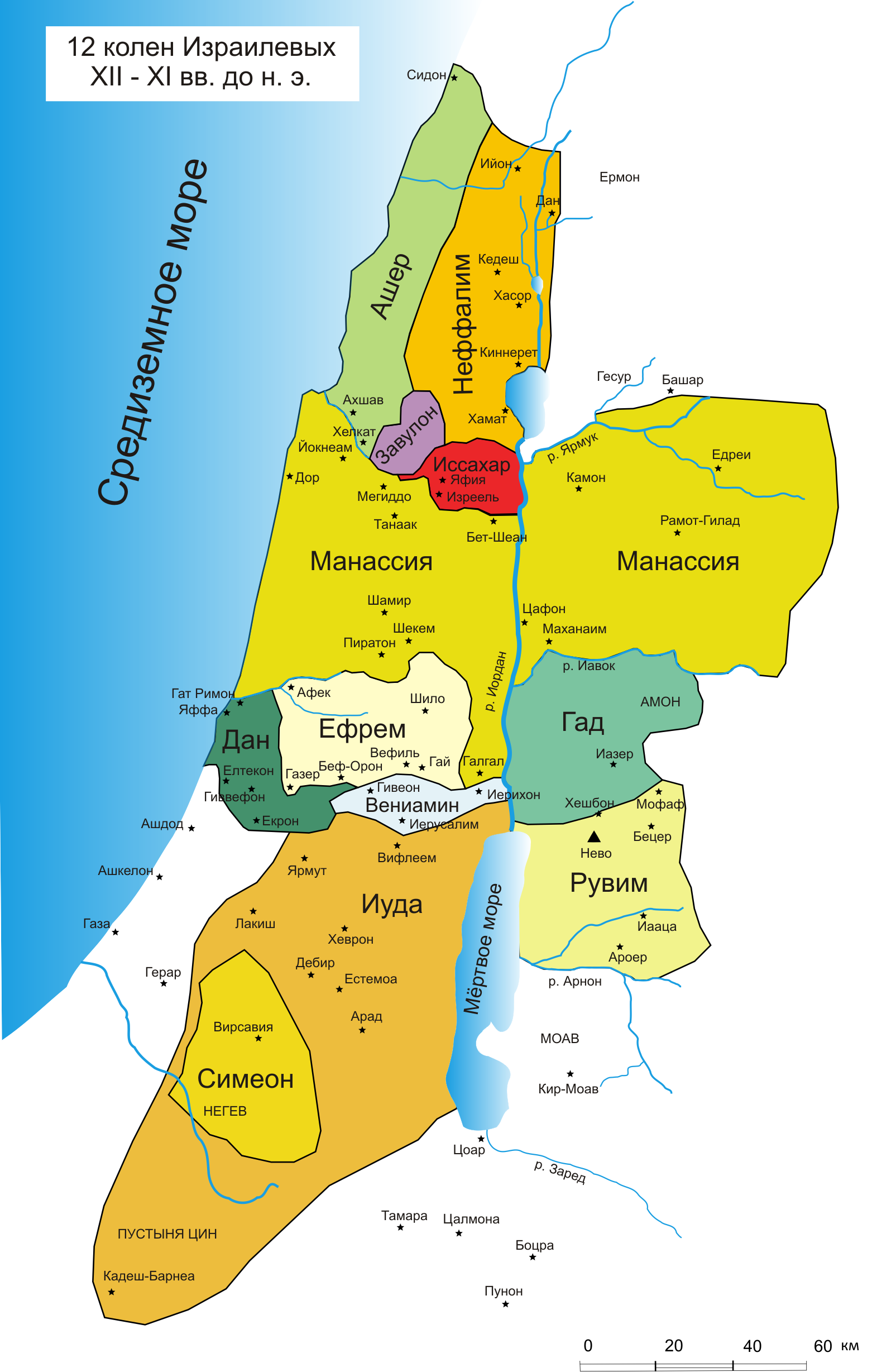

Колено Вениаминово (ивр. שֵׁבֶט בִּנְיָמִן‎) — одно из колен Израилевых.
Согласно Библии, происходило от младшего и последнего сына патриарха Иакова и его любимой жены Рахили, для которой рождение этого сына имело смертельный исход, потому отец называл Вениамина «сыном скорби», а чаще «сыном своей старости». Как единственного родного брата по матери, Вениамина очень любил Иосиф.
За время своего сорокалетнего путешествия по Синаю, в пустынях, его род благодаря своей высокой плодовитости вырос до 45,6 тыс. человек. При разделе земель Израиля ему досталась небольшая, но зато центральная и плодоносная обитель к северу от Иерусалима рядом с коленом Иудиным и земельными просторами колен Ефрема и Манасии.
Это колено отличалось чрезвычайной воинственностью и мужеством. Из его окружения, вышел первый израильский царь Саул. Колено Вениаминово обладало большими воинскими силами и принимало участие в создании самостоятельного Иудейского царства. После семидесятилетнего вавилонского плена оно вместе с иудеями составляло главную часть еврейского населения.